# Rudolf von Thüna
Rudolf Freiherr von Thüna (* 9. April 1887 in Erfurt; † 9. Juni 1936 in Freiburg im Breisgau) war ein deutscher Luftpionier und Unternehmer.

## Leben

### Herkunft und Familie
Von Thüna entstammte dem alten thüringischen Adelsgeschlecht derer von Thüna. Er war Sohn des Militärschriftsteller und Weimarer Juristen Lothar von Thüna (* 1841 in Berka; gestorben 1919) und dessen Ehefrau Julie, geb. Hanneken (* 1853; gestorben 1907). Sein älterer Bruder Friedrich (* 10. April 1884 in Jena; gestorben 14. April 1962 in Bonn) wirkte im Ersten Weltkrieg auch als Jagdflieger. Er heiratete Edwina, geb. von Frankenberg, Schwester der Ehefrau von Herbert Gutmann. Ein Sohn aus der Ehe war ein bekannter Golfer und Autor Carl August Freiherr von Thüna (* 7. November 1916 in Berlin).

### Karriere
Bis 1913 wirkte von Thüna als Leutnant im Kaiser Alexander Garde-Grenadier-Regiment Nr. 1. Er war einer der ersten 20 Auszubildenden die von Simon Brunnhuber an der Fliegerschule Döberitz unterrichtet wurden. Am 27. Januar 1913 erhielt er dort aufgrund seiner fliegerischen Leistungen als erster das Befähigungszeugnis zum Militär-Flugzeugführer. Am 20. Mai 1913 landete er mit einem Doppeldecker in Coburg und errang den Ehrenpreis des Kaiserlichen Statthalters von Wedel. Für die beste Leistung auf der Strecke Koblenz-Neustadt erhielt er den Ehrenpreis des Prinzregenten Ludwig von Bayern. 1914 wurde er mit seinem Bord-Beobachter Diether-Dennies von Kleist Sieger des Prinz-Heinrich-Flug. 
Nach Ausbruch des Ersten Weltkrieges wirkte er in den deutschen Luftstreitkräften. Er flug unter anderem mit dem Sohn des Kriegsministers Erich von Falkenhayn, Fritz von Falkenhayn. 1917 wurde er im Range eines Hauptmanns zu Mercedes-Benz abkommandiert, wo er als Flugmotorenspezialist wirkte. Im Juli desselben Jahres übernahm er die Leitung der Daimler-Flugzeugproduktion von Karl Bauer. Daraufhin wurde die Entwicklung eines Daimler-Riesenflugzeugs 1917 aufgegeben. Nachdem die letzten Lizenzflugzeuge für den Flugzeugbau Friedrichshafen fertiggestellt waren, trat er am 7. Juni 1920 von dieser Position zurück und arbeitete ab 1919 als Mercedes-Benz-Vertreter für Berlin/Brandenburg in Berlin. 1921 wurde er Bewohner und Verwalter der Potsdamer Villa Jacobs, die er von seinem Schwager Herbert Gutmann übernahm. 1932 zog er mit seiner Familie nach Freiburg im Breisgau und verstarb dort.
Die am 2. Dezember 1936 verunglückte Ju-52 D-ANOY unter den Piloten Robert Untucht und Carl August von Gablenz war unter dem Namen Rudolf von Thüna getauft.